# Angelina, a balerina (televíziós sorozat, 2009)
Az Angelina, a balerina (eredeti cím: Angelina Ballerina: The Next Steps) 2009-től 2010-ig futott amerikai–brit–kanadai televíziós 3D-s számítógépes animációs sorozat. Magyarországon a Minimax és az M2 adta, jelenleg a JimJam sugározza. 

## Szereplők
- Angelina
- Alice
- Miss Mimi
- Marco
- Gracie
- Viki
- AJ
- Mr. Mouseling
- Mrs. Mouseling
- Polly
- Mrs. Timble

## Magyar hangok
- Mánya Zsófi (első két évadban), Bogdányi Titanilla (3. évadban) – Angelina
- Molnár Ilona – Alice
- Makay Andrea (1. évadban), Balsai Móni (2. és 3. évadban) – Miss Mimi
- Markovics Tamás – Marco
- Tamási Nikolett – Gracie
- Pekár Adrienn – Viki
- Pál András – AJ
- Gubányi György – Mr. Mouseling
- Kubik Anna – Mrs. Mouseling
- Győriványi Laura (1. évadban), Kántor Kitty (2. és 3. évadban) – Polly
- Molnár Piroska (1. évadban és 3. évadban), Némedi Mari (2. évadban) – Mrs. Timble

## Epizódok
| #  | Angol cím                                                                                 | Magyar cím                                             | Bemutató             |
| -- | ----------------------------------------------------------------------------------------- | ------------------------------------------------------ | -------------------- |
| 1  | Angelina's New HomeAngelina's New School                                                  | Angelina új otthonaAz új iskola                        | 2009. szeptember 5.  |
| 2  | Angelina's New Ballet TeacherAngelina's Dance Partner                                     | Az új Balett MesterAngelina táncpartnere               | 2009. szeptember 12. |
| 3  | Angelina's Gift for Ms. MimiAngelina's Oldest Friend                                      | Ajándék Mimi néninekAngelina legjobb barátja           | 2009. szeptember 19. |
| 4  | Angelina and the Hip Hop KidAngelina and the Broken Fiddle                                | Angelina és a Hiphop kölyökAngelina és a törött Hegedű | 2009. szeptember 26. |
| 5  | Angelina and Alice's Big NightAngelina and the Giant                                      | A két fellépésAngelina és az óriás                     | 2009. október 3.     |
| 6  | Angelina's Musical DayAngelina's Crazy Solo                                               | Angelina zenés napjaAngelina szólója                   | 2009. október 10.    |
| 7  | Angelina and the Irish JigAngelina En Pointe                                              | Angelina és az Ír sztepp-táncAngelina spiccel          | 2009. október 17.    |
| 8  | Angelina's Rock BandAngelina's Lost Ice Skates                                            | Angelina Rock-bandájaAz elveszett korcsolya            | 2009. október 24.    |
| 9  | Angelina and the New Music StoreAngelina and Ms. Mimi                                     | Az új zeneboltAngelina és Ms. Mimi                     | 2009. október 30.    |
| 10 | Angelina and Super PollyAngelina's Dance Like a Cake Day                                  | Angelina és szuper PollyAngelina Süti-tánca            | 2009. november 7.    |
| 11 | Angelina's SleepoverAngelina's Noisy, Messy Lunchtime                                     | A pizsamapartiZajos-maszatos ebédszünet                | 2009. november 14.   |
| 12 | Angelina's Holiday TreatsAngelina and the Front Row Ticket                                | Karácsonyi nyalánkságokJegy az első sorba              | 2009. november 21.   |
| 13 | Angelina Keeps the PeaceAngelina and Alice Mousikova                                      | Angelina megőrzi a békétAlice Mousikova                | 2009. november 28.   |
| 14 | Angelina and Gracie's Creative DayAngelina's Big Part                                     | Angelina és Gracie kreatív napjaA főszerep             | 2009. december 5.    |
| 15 | Angelina and the Tummy ButterfliesAngelina and the Magician                               | Azok a pillangók!Angelina és a bűvész                  | 2009. december 12.   |
| 16 | Angelina CheerleaderAngelina's Ballet School                                              | Marco szurkolóivAngelina balettiskolája                | 2009. december 19.   |
| 17 | Angelina and the Roquefort's Rhythmic GhostAngelina's Lunch Table                         | Szellem, ritmusérzékkelAz uzsonna-asztal               | 2009. december 26.   |
| 18 | Angelina and the Big NewsAngelina's Secret Valentine                                      | Az izgalmas hírAngelina titkos csodálója               | 2010. január 2.      |
| 19 | Angelina and the Front PageAngelina's Cheese Roll                                         | Angelina a címlaponA sajtgurítós tánc                  | 2010. január 9.      |
| 20 | Angelina and the Musical PlantAngelina's Hip Hop Boys Show                                | A zenebarát virágA Hip-Hop srácok show                 | 2010. január 16.     |
| 21 | Angelina and the Cheddar Cheese SlideAngelina and the Case of the Missing Music           | ?                                                      | 2010. január 23.     |
| 22 | Angelina, the Pet SitterAngelina and the Music Box                                        | ?                                                      | 2010. január 30.     |
| 23 | Angelina and the Dance-A-ThonAngelina and the Art Show                                    | ?                                                      | 2010. február 6.     |
| 24 | Angelina's HiccupsAngelina and the Must-Have Ballet Bag                                   | Angelina csuklik?                                      | 2010. február 20.    |
| 25 | Angelina's RoomAngelina's Camembert Parade                                                | Angelina szobája?                                      | 2010. február 28.    |
| 26 | Angelina and the Band LeaderAngelina and Polly's Two-Hour Show                            | ?                                                      | 2010. március 6.     |
| 27 | Angelina and the Marcel Mouseau Mime ChallengeAngelina and the Dance Craze                | ?                                                      | 2010. március 13.    |
| 28 | Angelina and the Mouselinghood of the Dancing ShoesAngelina and Her Parent's Dance Lesson | ?                                                      | 2010. március 20.    |
| 29 | Angelina and the New JeansAngelina and the Poster                                         | ?                                                      | 2010. március 27.    |
| 30 | Angelina's Nature DanceAngelina's Spring Fling                                            | Angelina a természetben táncol?                        | 2010. április 3.     |
| 31 | Angelina's Fancy TutuAngelina and the Musical Theater                                     | –                                                      | 2010. szeptember 4.  |
| 32 | Angelina and the Heart on IceAngelina's Kitchen Band                                      | –                                                      | 2010. szeptember 11. |
| 33 | Angelina and the CarnivalAngelina Jumps the River                                         | –                                                      | 2010. szeptember 18. |
| 34 | Angelina and the Windy Children's DayAngelina and Ms. Mimi's Dance                        | –                                                      | 2010. szeptember 25. |
| 35 | Angelina and the Mini MouselingAngelina's Helpful Friend                                  | –                                                      | 2010. október 2.     |
| 36 | Angelina's Mother DayAngelina's Father Day Surprise                                       | –                                                      | 2010. október 9.     |
| 37 | Angelina and Polly's Big DayAngelina and the Smelly Cheese                                | –                                                      | 2010. október 16.    |
| 38 | Angelina's Indian LunchtimeAngelina, A.Z. and Cheezy Z                                    | –                                                      | 2010. október 23.    |
| 39 | Angelina's Trick or Treat FeatAngelina and the Laughing Poet                              | –                                                      | 2010. október 30.    |
| 40 | Angelina and the Dragon DanceAngelina's Opera                                             | –                                                      | 2010. november 13.   |